# Aldra (Unternehmen)
Die Aldra Fenster und Türen GmbH mit Hauptsitz in Meldorf (Schleswig-Holstein) ist ein Hersteller von Fenstern und Türen. Als Familienunternehmen in der vierten Generation fertigt Aldra Fenster und Türen aus Kunststoff, Aluminium, Holz und Holz-Aluminium.
Der Vertrieb der Produkte erfolgt ausschließlich über den Fachhandel. Aldra verfügt über ein bundesweites Händlernetz, das zirka 800 Fachpartner umfasst - darunter Fertighaushersteller, Bauelementehändler, Tischlereien, Baustoffhändler und Fensterfachbetriebe.

## Geschichte
- 1888 wurde die Bau- und Möbeltischlerei E. Albers & von Drathen gegründet.[2]

- In den 1920er-Jahren wird „Aldra Fenster und Türen“ erstmals zur Marke. Bauunternehmer, Zimmereien und Tischlereien bestellten Fenster und Türen von Aldra aus dem Katalog. Exportiert wurde in die Niederlande, nach England und Südamerika. Das Möbelgeschäft wurde nicht mehr betrieben.
- 1931 wurde der erste große und ausführliche Katalog für Fenster und Türen von der Firma E. Albers und von Drathen KG herausgegeben.
- 1951 bereitete das Unternehmen „Velux“ die Expansion des Unternehmens nach Deutschland vor und fand mit Albers & von Drahten einen geeigneten Partner für die Produktion und den Vertrieb der Velux-Dachfenster. Bereits Anfang Mai 1952 wurde das erste Dachfenster auf dem deutschen Markt verkauft. Kurz darauf produzierte Aldra in Meldorf die ersten 50 Velux-Dachfenster.
- 1960 wurde die Serienfertigung der Fenster und Türen von Aldra aufgenommen und mit der Produktion von Normfenstern aus dem Werkstoff Holz begonnen.
- 1968 entwickelte Aldra das „Isolierglas-Fenster IV 68“ und bot dem Markt damit als erster Hersteller ein fertig verglastes Fenster an.
- 1976 wurde in Meldorf die „Bauelemente aus Kunststoff GmbH“ für die Fertigung von Fenstern und Haustüren aus Kunststoff gegründet.
- 1978 verleiht die RAL-Gütegemeinschaft dem Unternehmen erstmals das RAL-Gütezeichen.[4][6]
- 2002/2003 präsentierte sich Aldra mit modernem Erscheinungsbild und erweitertem Lieferprogramm neu auf dem Markt.
- 2005 folgte unter neuem Namen, anderer Leitung und mit veränderter Struktur die zweite Phase der Erneuerung der „Aldra Fenster und Türen GmbH“.
- 2006 wurde die größte Fenster- und Türen-Ausstellung im Norden – der „Aldra-Marktplatz“ eröffnet.
- 2011 wurden die Produktionskapazitäten mithilfe einer komplett neuen, automatisierten Fertigungslinie erweitert.
- 2013 feierte das Unternehmen sein 125-jähriges Jubiläum.[7]
- 2015 wurde die neue Baureihe „76AD“ dem Markt vorgestellt. Das Unternehmen investierte in einen modernen Standard und rüstete seinen Betrieb auf ein neues System mit 76 mm Bautiefe und verbesserten Wärmedämmwerten um.[8]
- 2016 wird Aldra Vollsortimenter und bedient mit den Werkstoffen Kunststoff, Aluminium und Holz nun alle Bedürfnisse am Markt.
- 2017 erfolgt die Produkteinführung der Baureihe „88MD“. Das optimierte System erfüllt die hohen Anforderungen an Passivhäuser und an nachhaltiges Bauen.
- 2020 übergibt das ift Rosenheim FSC® (FSC® C153681)- und PEFC-Zertifikate (PEFC/04-31-3265) an das Unternehmen. Auf Wunsch sind nun auch Fenster und Türen aus zertifiziertem Holz erhältlich.
- 2021 bringt Aldra die App „Mein Aldra“ auf den Markt, die Fachpartnern eine effektive Unterstützung im Arbeitsalltag liefert.
- 2022 nimmt das Unternehmen eine neue automatisierte Fertigungslinie in Meldorf in Betrieb. Dank moderner Maschinen werden Arbeitsprozesse weiter optimiert und Kapazitäten erhöht.

## Produkte
- Fenster und Haustüren aus Kunststoff, Holz, Holz-Aluminium und Aluminium[9][8]
- Hebe-Schiebe-Türen, Parallel-Schiebe-Türen
- einbruchhemmende Elemente
- Notausgangs- und Paniktüren nach DIN EN 179 und DIN EN 1125
- Rauch- und Brandschutzelemente
- barrierearme und barrierefreie Lösungen
- Rollläden
- Produkte rund um Insektenschutz, Wärmeschutz, Sonnenschutz, Lüftung, Lärmschutz und Automatisierung

## Veröffentlichungen
- Katja Krabiel, Jürgen Unterdörfer: 80 Jahre E. Albers & v. Drathen: [Fenster u. Türen]; 1888–1968, Evers, Meldorf 1968
- Aldra - Fenster, Türen, Taschenkalender, E. Albers & v. Drathen, Holzverarbeitungswerk, Meldorf/Holstein 1970–1971, ZDB-ID 2438882-8